# Nouveau théâtre d'Angers
Pour les articles homonymes, voir NTA.
 (décembre 2014).
Si vous disposez d'ouvrages ou d'articles de référence ou si vous connaissez des sites web de qualité traitant du thème abordé ici, merci de compléter l'article en donnant les références utiles à sa vérifiabilité et en les liant à la section « Notes et références ».
Le nouveau théâtre d’Angers (NTA) est le centre dramatique national des Pays de la Loire créé en 1986 par Claude Yersin, qu'il dirige de 1986 à 2006. En 2007, Frédéric Bélier-Garcia lui succède. Le NTA est intégré depuis 2007 au théâtre Le Quai - Forum des arts vivants à Angers. En 2020, c'est Thomas Jolly qui en prend la direction. 
Il constitue la plus importante entreprise de production théâtrale des Pays de la Loire et reçoit le soutien du ministère de la Culture, de la ville d'Angers, de la région des Pays de la Loire, du département de Maine-et-Loire, et du ministère de l'Éducation nationale.
Le NTA propose des créations et des accueils de spectacles. Pôle national de ressources théâtre, il assure également des ateliers de formation pour les comédiens professionnels, et des stages dans le cadre de ses activités théâtre/éducation.

## Historique
De janvier 1986 à juillet 1999, le nouveau théâtre d'Angers est créé en mettant en commun des ressources et moyens de l'Association Maison de la Culture et du NTA pour former une unité économique et sociale de création théâtrale et de diffusion pluridisciplinaire financée uniquement par la ville d'Angers. L'Association Maison de la Culture a été présidée par Lionel Descamps puis par Jean Goblet.
Sa mission était d’inviter à Angers des spectacles de théâtre, de musiques improvisées et de danse, en collaboration étroite avec le Centre national de danse contemporaine, l'Esquisse.
Depuis 1987, le nouveau théâtre d’Angers est chargé par le ministère de la Culture d’une mission de formation théâtrale. Les ateliers de formation s’adressent aux comédiens professionnels et néo-professionnels résidant dans les Pays de la Loire.
En 1988, la galerie de prêt-artothèque est rattachée au NTA. Depuis avril 2013, l’artothèque est rattachée à la direction des musées d’Angers.
Le 12 novembre 1993, une convention est signée entre l’État et le nouveau théâtre d’Angers, amenant au jumelage du centre dramatique national et de vingt établissements scolaires et universitaires de Maine-et-Loire.
En juillet 1999, l’association Maison de la Culture est dissoute et le conseil municipal confie au Nouveau Théâtre d’Angers-Centre dramatique national et à son directeur une délégation de service public de diffusion culturelle à Angers (théâtre, danse, musiques improvisées, arts plastiques).
En 2004, le théâtre Beaurepaire est démoli. En 2007, Le Quai est livré en remplacement du théâtre Beaurepaire. Cette même année, Claude Yersin est remplacé par Frédéric Bélier-Garcia à la direction du centre dramatique national.

## Fonctions
Le NTA défend une mission de service public du théâtre : la création, la production et la formation en sont les trois grands axes.
Le Centre Dramatique National crée et diffuse des pièces à Angers, sa ville-siège. Ses productions tournent partout en France sur de grandes scènes publiques ; elles sont présentées régulièrement à Paris.

### Missions
Les missions du Nouveau théâtre d’Angers sont de créer et diffuser des spectacles au niveau local, régional ou général afin de promouvoir la vie théâtrale dans sa zone d’implantation. Ses productions tournent aussi en France, sont présentées régulièrement à Paris et parfois à l’étranger.
Le théâtre applique des tarifs et formules d'abonnement dans un esprit de service public.

### Créations, productions, coproductions
Le directeur du Nouveau Théâtre d'Angers Frédéric Bélier-Garcia crée chaque saison un ou deux spectacles qui sont tournés en France ou à l'étranger. En 2007-2008, La Cruche cassée de Heinrich von Kleist a été jouée à Angers, Marseille, Limoges, Suresnes, Tours, Amiens, Aubervilliers, Namur, Arlon, Dijon, Bruxelles, Nantes.
Liliom de Ferenc Molnár et Yaacobi et Leidental de Hanokh Levin (repris en tournée nationale et au Théâtre du Rond-Point en 2010), Yakich et Poupatchée de Hanokh Levin. Cette saison, Frédéric Bélier-Garcia a créé La Princesse transformée en steak-frites d'près des contes de Christian Oster. le spectacle a été joué à Angers, au Théâtre du Rond-Point à Paris, à Lorient, à Marseille et au château du Plessis-Macé.
De juin 2007 à juin 2010, le Nouveau Théâtre d’Angers a produit, coproduit, créé, 17 spectacles soit La Cruche cassée, Yaacobi et Leidental, Merlin ou la Terre dévastée, La Danseuse malade, Liliom, Gombrowiczshowv, Maxa on the Rocks, Notre terreur, Toute Vérité, Pour en finir avec Bérénice, Grosse Labo, Yakich et Poupatchée - Comédie crue, Une femme à Berlin, Deux masques et la plume, Louise, elle est folle, Bluff, Wonderful World.
Chaque année, le NTA propose des résidences de création où il met à disposition des compagnies ses locaux et ses moyens artistiques et financiers. Dans ce cadre ont déjà travaillé la Compagnie du Zerep de Sophie Perez et Xavier Boussiron, la Compagnie d’ores et déjà de Sylvain Creuzevault, le collectif des Possédés de Rodolphe Dana, Les Lucioles de Frédérique Loliée et Élise Vigier, le Grosse Théâtre de Hervé Guilloteau…

### Programmation
Le CDN accueille à Angers des spectacles de metteurs en scène français ou étrangers. 
Le répertoire est centré en priorité sur la création contemporaine et les auteurs vivants. Par ailleurs, autour de la programmation théâtre ouverte à l’abonnement, Frédéric Bélier-Garcia a décidé d’offrir avec Curiositas, un cycle de propositions qui ont pour but d’attirer l’attention sur des formes différentes, des aventures naissantes, des objets curieux…
Depuis 1987, le CDN est chargé par le ministre de la Culture d’une mission de formation théâtrale. Les AFR (Ateliers de formation et de recherche) s’adressent aux comédiens professionnels. De nombreuses sessions d’initiation théâtrale sont également proposées pour les enseignants, les étudiants, les associations, les maisons de quartier…
Le Centre Dramatique National d’Angers est Pôle de ressources pour l’éducation artistique et culturelle – PREAC.
Le Journal du NTA paraît deux fois par saison (parutions en octobre 2011 et janvier 2012, en version papier ou à télécharger). La publication des Cahiers du Nouveau Théâtre d’Angers suit le fil des nouvelles productions du Centre dramatique national. Cette saison, le cahier 69 est consacré à Christian Oster à l’occasion de la création de La princesse transformée en steak-frites en décembre 2011, et le cahier n° 70 à La Tragédie du vengeur de Thomas Middleton, mise en scène par Jean-François Auguste en février 2012.
Le NTA poursuit ses partenariats avec l’EPCC-Le Quai, le CNDC, Angers Nantes Opéra, le Festival Premiers Plans, le THV, Les 400 Coups.
De septembre 2011 à juin 2012, 23 spectacles sont programmés et disponibles dans le cadre de l’abonnement du Quai. Toutes ces activités artistiques ou culturelles sont proposées dans un esprit et des tarifs de service public, grâce au soutien financier du ministère de la Culture et de la Communication, de la Ville d’Angers, de la région des Pays de la Loire et du Département de Maine-et-Loire.

### Action en milieu scolaire
Avec la convention signée le 12 novembre 1993 entre l’État et le Centre dramatique national, le NTA assure d’importants travaux dans le milieu scolaire et universitaire, notamment avec le partenariat artistique des trois classes option théâtre (seconde, première et terminale) du lycée Chevrollier d’Angers.

## Lieux de représentation
Le théâtre Beaurepaire, principale salle du Nouveau théâtre d'Angers a été détruit en juin 2004 et remplacé par Le Quai qui a ouvert ses portes aux premiers spectateurs en juin 2007.

## Administration
Le Nouveau théâtre d'Angers est dirigé de 1986 à 2006 par le metteur en scène Claude Yersin.
Le 1er janvier 2007, Frédéric Bélier-Garcia lui succède.Il est reconduit en janvier 2012, puis en janvier 2015 pour procéder à la fusion du Nouveau Théâtre d'Angers et du Quai qui devient LE QUAI centre Dramatique National ANGERS Pays de la Loire[réf. nécessaire].
Le premier janvier 2020, Thomas Jolly prend la direction du Quai. 